# Tour du Gévaudan Occitanie
Die Tour du Gévaudan Occitanie (bis 2017:Tour du Gévaudan Languedoc-Roussillon) war ein französisches Straßenrad-Eintagesrennen und früheres Etappenrennen.
Die Tour du Gévaudan Languedoc-Roussillon wurde im Jahr 1973 zum ersten Mal ausgetragen und fand bis 1993 statt. Nach einer 13-jährigen Pause wurde sie 2006 erneut ins Leben gerufen. Seit 2009 war sie Teil der UCI Europe Tour und in die UCI-Kategorie 2.2 eingestuft. Von 2014 bis 2016 war das Rennen in der Kategorie 2.1 klassiert. Nach einjähriger Unterbrechung wurde es wieder 2017 in die Kategorie 2.2 eingestuft. Das Rennen fand jährlich im September in der französischen Region Languedoc-Roussillon statt. Organisator war die Lozère Sport Organisation, und der Direktor war Benoît Malaval. 
Als Nachfolge-Wettbewerb gibt es seit 2021 die Tour du Gévaudan Occitanie femmes für Juniorinnen.

## Palmarès
- 2018  Jaakko Hänninen
- 2017  Guillaume Martin
- 2016 nicht ausgetragen
- 2015  Thibaut Pinot
- 2014  Amets Txurruka
- 2013  Yohann Bagot
- 2012  Davide Rebellin
- 2011  Guillaume Levarlet
- 2010  Jérôme Coppel
- 2009  David Rösch
- 2008  Mateusz Taciak
- 2007  Tanel Kangert
- 2006  Ludovic Martin
- 1994–2005 nicht ausgetragen
- 1993  Pascal Churin
- 1992  Pascal Hervé
- 1991  Artūras Kasputis
- 1990  Jewgeni Anaskin
- 1989  Luis Moreno
- 1988  Philippe Delaurier
- 1987  Denis Jusseau
- 1986  Fabrice Lagrange
- 1985  Jean-Paul Garde
- 1984  Bernard Faussurier
- 1983  Bernard Pinneau
- 1982  Jean-Marie Landher
- 1981  Étienne Néant
- 1980  Philippe Chevalier
- 1978–1979 nicht ausgetragen
- 1977  Michel Charlier
- 1976  Joël Millard
- 1975  Bernard Vallet
- 1974  Michel Charlier
- 1973  Bernard Bourreau